# آبراهام اورتلیوس
آبراهام اورتلیوس (Abraham Ortelius)‏ (۱۴ آوریل ۱۵۲۷–۲۸ ژوئن ۱۵۹۸) جغرافی‌دان و نقشه‌نگار فلاندری بود که عموماً او ر ا به عنوان ابداع‌کننده اطلس‌های جغرافیایی امروزی می‌شناسند.
هم‌چنین او را نخستین فردی می‌دانند که مسئله پیوستگی قاره‌ها پیش از جدا شدن به حالت امروزی را مطرح کرد.
اورتلیوس با رنگ‌آمیزی نقشه‌های سیاه و سفید برای نخستین بار نقشه‌های رنگی را ارائه کرد. وی در ۱۵۷۵ اطلسی را با قطع کوچک ۱۸ در ۱۰سانتیمتر، که شامل بیش از یکصد نقشهٔ کوچک و زیبا همراه با توضیح مربوط به هر نقشه بود، در دسترس علاقه‌مندان قرار داد.
نظریه زمین‌ساخت صفحه‌ای نخستین بار توسط ابراهام اورتلیوس ارائه شد. او دلیل خود برای این فرضیه را همانندی حاشیه قاره آمریکا و آفریقا بیان کرد و بر این باور بود که جدایی قاره‌ها توسط لرزه‌ها و سیلاب‌ها انجام شده‌است.
اورتلیوس در شهر آنتورپ که در آن زمان در قلمرو هابسبورگی هفده استان قرار داشت به دنیا آمد. خانواده او از شهر آگسبورگ بودند که از شهرهای خودگردان امپراتوری مقدس روم بود.